# Чирелла (остров)
Чирелла (итал. Isola di Cirella) — остров, расположенный в акватории Тирренского Моря вдоль северо-западного побережья Калабрии напротив одноименной деревни Чирелла. Это один из двух островов в регионе, наряду с островом Дино. Остров находится под управлением муниципалитета Диаманте. Остров является частью охраняемой территории морского парка.

## География
Чирелла занимает площадь 12 гектаров, высшая точка на острове составляет 40 м. Из-за водной эрозии в известняковых породах на острове сформировались крупные пещеры.

## История
В 1562 году на вершине острова были построены военные укрепления для защиты от турецких пиратов, которые стоят на острове и по сей день. Укрепление имеет квадратную форму с сторонами по 10 м и толщиной стен до 4 м.
В 2007 году недалеко от восточного побережья острова дайверами были обнаружены две мины времён Второй Мировой Войны. Впоследствии мины были обезврежены сотрудниками береговой охраны.
На острове нашли древние амфоры, относящиеся к греко-римскому периоду.

## Фауна
На острове в основном преобладает типичные для Средиземноморья маквисы, молочаи и лимоны. Морское дно вокруг острова богато на растительность, в толще воды можно встретить океаническую посейдонию и благородную пинну. На острове часто гнездуются средиземноморские серебристые чайки, также остров является убежищем для черепах логгерхедов.